# Franqueville (Aisne)
Franqueville é uma comuna francesa na região administrativa de Altos da França, no departamento de Aisne. Estende-se por uma área de 3,04 km². Em 2010 a comuna tinha 116 habitantes (densidade: 38,2 hab./km²).